# Zajištění
Zajištění je pojem, který v oblasti financí znamená vytvoření pozice na určitém trhu za účelem minimalizace vystavení se riziku z jiné pozice. Existuje mnoho různých nástrojů, pomocí kterých se lze zajistit, jako například pojistné smlouvy, forwardy, swapy, opce, mnoho různých over-the-counter derivátů; pravděpodobně nejpopulárnější jsou futures kontrakty. Burzy s futures vznikly v 18. století, aby bylo možné transparentní, standardizované a efektivní zajištění se proti pohybu cen zemědělských komodit. Od té doby tyto trhy expandovaly a dnes je možné uzavřít futures kontrakt na zajištění se proti pohybu cen energie, drahých kovů nebo zahraničních měn. Také je možné zajistit se proti fluktuacím úrokových měr.

## Příklady

### Zajištění se proti pohybu ceny komodity
Typickým subjektem, který se zajišťuje, by mohl být zemědělec. Tržní hodnota pšenice a jiných plodin konstantně kolísá s tím jak se mění poptávka a nabídka. Příležitostně se objeví velké výkyvy ať již nahoru či dolů. Na základě současných cen a předpovědí v době sklizně se zemědělec může rozhodnout zasít na příští období pšenici. Avšak předpovědi cen jsou pouze odhadem. V momentě, kdy zemědělec zasije pšenici, už své rozhodnutí nemůže změnit. Pokud cena pšenice mezi momentem kdy zasil a sklizní výrazně vzroste, zemědělec vydělá nečekaně hodně peněz, ale pokud cena klesne, mohl by i zkrachovat.
Pokud zemědělec prodá futures kontrakty na pšenici v počtu ekvivalentním množství pšenice kterou vysel, zafixuje si v daném okamžiku cenu pšenice. Futures kontrakt je závazkem dodat určité množství komodity v předem stanoveném termínu v budoucnosti za předem stanovenou cenu. Tím, že prodal futures kontrakty, zajistil se proti riziku z pohybu cen pšenice. V tuto chvíli zemědělce již nezajímá, zda cena pšenice poroste nebo poklesne, protože má cenu garantovanou kontraktem. Pokud v době sklizně bude cena nízká, tak neprodělá a naopak bude-li vysoká, nevydělá.

### Zajištění se proti pohybu ceny akcie
Obchodník s akciemi věří, že cena akcie společnosti A příští měsíc vzroste díky zavedení nových, efektivnějších metod ve výrobě. Chce koupit akcie společnosti A, aby vydělal na očekávaném zvýšení jejich ceny. Avšak společnost A podniká v odvětví, které je značně volatilní. Pokud by trader koupil akcie společnosti A na základě svého přesvědčení o tom, že jsou akcie podceněné jednalo by se o spekulaci.
Trader se zajímá o společnost a nikoliv o celé odvětví. Chce se zajistit proti riziku spojenému s odvětvím, tak prodá akcie společnosti B, která je nejvýznamnější konkurent společnosti A. Krátká pozice, kterou otevře bude mít stejnou hodnotu (množství akcií× cena), jako jeho dlouhá pozice.
První den má obchodníkovo portfolio tuto podobu:
- Dlouhá pozice 1000 akcií společnosti A za $1 každá
- Krátká pozice 500 akcií společnosti B za $2 každá

Kdyby trader prodal aktivum jehož cena má matematicky definovaný vztah s cenou akcií společnosti A (například call opce na akcie společnosti A), obchod mohl být bezrizikový. V našem případě je riziko menší, ale je stále přítomno.
Druhý den je zveřejněna pozitivní zpráva o odvětví ve kterém společnosti A a B podnikají. Následně vzrostou ceny akcií všech společností v daném odvětví. Cena akcií společnosti A vzroste o 10% a cena akcií společnosti B vzroste o 5% . Tento rozdíl je způsoben tím, že společnost A je silnější než společnost B. Druhý den tedy portfolio vypadá takto:
- Dlouhá pozice 1000 akcií společnosti A za $1.10 každá: $100 zisk
- Krátká pozice 500 akcií společnosti B za $2.10 každá: $50 ztráta

Druhý den by trader mohl litovat, že se zajistil, protože se mu snížily zisky z dlouhé pozice. Avšak třetí den je zveřejněna negativní zpráva a ceny akcií společností v daném odvětví se výrazně sníží. Díky své pozici silnější společnosti je společnost A zasažena méně než společnost B:
Hodnota dlouhé pozice (společnost A):
- den 1: $1000
- den 2: $1100
- den 3: $550 ⇒ ($1000 – $550) = $450 ztráta

Hodnota krátké pozice (společnost B):
- den 1: -$1000
- den 2: -$1050
- den 3: -$525 ⇒ ($1000 – $525) = $475 zisk

Kdyby se nezajistil, tak by trader ztratil $450 (nebo $900 kdyby investoval do akcií společnosti A těch $1000 které použil na prodej akcií společnosti B). Zajištění se pomocí prodání akcií společnosti B vytvořilo profit $475. Celkem trader vydělal $25 během dramatického propadu trhu.

## Typy zajištění
Příklad s akciemi zmíněný v předchozích odstavcích je klasickým druhem zajištěním, které je známé jako pairs trade. Tento název vychází z faktu, že obchodujeme s párem cenných papírů, které spolu souvisí. Množství typů zajištění se výrazně zvýšilo s tím, jak rostla sofistikovanost investorů a s tím,jak se začalo používat více matematických nástrojů ke kalkulování hodnoty investice. Tyto matematické nástroje jsou také známy pod pojmem modely.

### Příklady zajišťovacích strategií
Následuje několik příkladů zajišťovacích strategií.

#### Strategie s využitím finančních derivátů
- Risk reversal - Simultánní nakupování call opce a prodávání put opce. Toto má stejný efekt, jako držba dlouhé pozice v komoditách nebo akciích.
- Delta neutrální - Jedná se o market neutral strategii.Tato strategie spočívá v udržování market neutral pozice. Toto umožňuje portfoliu vytvářet pozitivní cash flow pomocí dynamického upravování zajištění podle situace na trhu.

## Kategorie zajistitelného rizika
- Úrokové riziko – je riziko, že se sníží relativní hodnota úročeného aktiva,jako například úvěru nebo dluhopisu, protože se zvýšila úroková míra. Úrokové riziko lze zajistit například pomocí swapu.
- Akciové riziko – je riziko plynoucí z držby akcií.
- Úvěrové riziko - je riziko vyplývající z neschopnosti nebo neochoty protistrany splatit své závazky.
- Měnové riziko - je druh rizika vznikajícího změnou kurzu jedné měny vůči jiné měně.
- Komoditní riziko- je riziko spojené se změnami cen komodit.

Forward a futures kontrakt jsou nástroje využívané k zajištění pohybů cen na trhu. Původně vznikly na komoditních trzích v devatenáctém století. Za posledních padesát let se vyvinuly ve finanční nástroje využívané k zajištění se proti riziku na mnoha různých trzích.

## Související koncepty
ForwardSmluvní dohoda, ve které se jedna strana zavazuje koupit a druhá strana prodat specifické aktivum v předem stanovené době a za předem stanovenou cenu.
Forward rate agreementSmluvní dohoda, ve které se jedna strana zavazuje platit fixní úrokovou míru proti platbě pohyblivé úrokové míry odvozené z referenční úrokové míry.
OpceKontrakt mezi kupujícím a prodávajícím, který dává kupujícímu právo, ale ne povinnost, koupit (call opce) nebo prodat (put opce) podkladové aktivum v předem stanovené době, za předem stanovenou cenu.
Non-Deliverable Forwards (NDF)Finanční produkt určený čistě k převodu rizika. Jedná se o derivát s finančním plněním. Zisky a ztráty držitele NDF jsou převedeny na protistranu, čímž se držitel dostává do stejné pozice jako kdyby držel forward. Využití je stejné jako u forwardu jen s tím rozdílem, že je použit pouze pokud jsou v rámci měnové politiky zavedeny restrikce v souvislosti s toky peněz a konverzí kapitálu dané měny. NDF jsou vypořádány v nějaké referenční měně, většinou se jedná o EUR nebo USD. Pokud subjekt držící NDF danou měnu potřebuje, je nucen přijmout referenční měnu a potom ji přeměnit. Zajištění funguje stejně jako u forwardu, jen je rozdíl v tom, že nabídka měny na kterou NDF zní je omezena a kontrolována vládou.
Nekrytá úroková paritaJednoduchý koncept, že investice ve dvou různých měnách by měly nést stejný výnos. Pokud dvě srovnatelné investice nenesou stejný úrokový výnos, měl by být tento rozdíl vyrovnán změnou ve směnném kurzu.
Hedge fond
- Risk management
- FX swap
- Interest rate swap